# Johan Cruyff
Hendrik Johannes Cruijff OON (25. april 1947 – 24. marts 2016), kendt som Johan Cruyff, var en fodboldtræner og en tidligere professionel fodboldspiller fra Holland. Han spillede for det hollandske landshold fra 1966 til 1978 og scorede 33 mål.
Johan Cruyff anses som en af de mest anerkendte fodboldspillere i nyere tid.[kilde mangler]
Han var træner for sin barndomsklub Ajax Amsterdam fra 1986-1988 og for FC Barcelona fra 1988-1996. Begge klubber spillede han også for i sin aktive karriere.

## Privatliv

### Sygdom og død
Cruyff døde af kræft torsdag den 24. marts 2016 i Barcelona.